# Onthophagus centurio
Onthophagus centurio är en skalbaggsart som beskrevs av Lansberge 1885. Onthophagus centurio ingår i släktet Onthophagus och familjen bladhorningar. Inga underarter finns listade i Catalogue of Life.